# Tamara de Tahiti
Pour plus de détails, voir Fiche technique et Distribution.
Tamara de Tahiti (The Tuttles of Tahiti) est un film américain en noir et blanc réalisé par Charles Vidor, sorti en 1942.

## Synopsis
Après plusieurs années, le marin marchand Chester Tuttle revient à Tahiti. Sa grande famille, en particulier son oncle Jonas, préfère danser et vivre sa vie plutôt que de travailler pour gagner sa vie. Ses proches préfèrent dépenser leur argent dans des combats de coqs plutôt que de rembourser leurs dettes. Ils doivent souvent emprunter de l'argent au Dr Blondin. Chester, cependant, a amené un coq de combat impressionnant de San Francisco. Chester remarque que Tamara est devenue une belle jeune femme, mais les jeunes amants se rendent compte que le mariage de Tamara avec un oisif sans le sou n'est pas possible. Lorsque Jonas perd la plantation familiale lors d'un combat de coqs, Chester sauve la situation en remorquant un grand navire abandonné et en réclamant les objets récupérés.

## Fiche technique
- Titre français : Tamara de Tahiti
- Titre original : The Tuttles of Tahiti
- Réalisateur : Charles Vidor
- Scénario : Lewis Meltzer, Robert Carson, James Hilton, d'après le roman No More Gas (1940) de Charles Nordhoff et James Norman Hall
- Musique : Roy Webb
- Producteur : Sol Lesser
- Société de production : RKO Radio Pictures
- Directeur de la photographie : Nicholas Musuraca
- Monteur : Frederic Knudtson
- Décorateurs : Carroll Clark et Albert S. D'Agostino
- Durée : 91 min
- Format : noir et blanc - Aspect Ratio: 1.37:1 - son : Mono (RCA Sound System)
- Genre : Romance, comédie exotique
- Dates de sortie :
  - États-Unis : 1er mai 1942
  - Mexique : 3 octobre 1942
  - Portugal 	: 19 janvier 1943
  - Finlande 	: 12 novembre 1944

## Distribution
- Charles Laughton : Jonas
- Jon Hall : Chester
- Peggy Drake : Tamara
- Victor Francen : Docteur Blondin
- Gene Reynolds : Ru
- Florence Bates : Emily
- Curt Bois : Jensen
- Adeline De Walt Reynolds : Mama Ruau
- Ray Mala : Nat
- Leonard Sues : Fana
- Jody Gilbert : Effie
- Tommy Cook : Riki
- Jack Carr : Rapoti
- Jimmy Ames : Manu
- Ernie Adams : Paki
- James P. Spencer : Tupa
- Alma Ross : Hio
- Teddy Infuhr : Ala

## Source
- Tamara de Tahiti sur EncycloCiné